# Marineinspektion
Inspektionen in der deutschen kaiserlichen Marine waren militärische Kommandobehörden. Später kamen auch technische Inspektionen hinzu, Zentralstellen für die Herstellung bzw. Aufstellung, Erprobung und Weiterentwicklung von bestimmten Waffengattungen und Dienststellen.

## I. Marineinspektion und II. Marineinspektion
Die zwei Marineinspektionen der kaiserlichen Marine wurden 1884 eingerichtet und diesen die jeweilige Matrosendivision und Werftdivision unterstellt. Jede Marinestation hatte dabei eine der neu eingerichteten Marine-Inspektionen zugewiesen bekommen. Die I. Marineinspektion war für die Marinestation der Ostsee in Kiel und die II. Marineinspektion war für die Marinestation der Nordsee in Wilhelmshaven verantwortlich.
Ende 1919 wurden die beiden Marineinspektionen aufgelöst und die Aufgaben später in der Reichsmarine u. a. durch die beiden neu eingerichteten Schiffstammdivisonen durchgeführt.

### Inspekteure der I. Marineinspektion (Auswahl)
- Konteradmiral Louis von Blanc: von Oktober 1884 bis Mai 1887
- Konteradmiral Eduard von Knorr: von Juni 1887 bis Januar 1889
- Konteradmiral Wilhelm Schröder: 1890
- Konteradmiral Franz Mensing: bis März 1892
- Konteradmiral Victor Valois: von März 1892 bis Oktober 1892, vormals Inspekteur der II. Marineinspektion
- Kapitän zur See/Konteradmiral Richard Aschenborn: von Oktober 1892 bis Mitte Januar 1895
- Konteradmiral Otto von Diederichs: von Januar 1895 bis August 1895
- Konteradmiral Carl Barandon: von August 1895 bis 1896
- Konteradmiral Volkmar von Arnim: von Oktober 1896 bis Oktober 1897
- Konteradmiral Conrad von Bodenhausen: von Oktober 1897 bis November 1899
- Konteradmiral Ernst Fritze: 1900 bis 1901
- Konteradmiral Erich von Dresky: von 1902 bis April 1904
- Kapitän zur See Friedrich von Baudissin: 1904
- Kapitän zur See/Konteradmiral Guido von Usedom: Oktober 1904 bis Januar 1906
- Konteradmiral Eugen Kalau vom Hofe: vom 13. Oktober 1908 bis 12. Juli 1909
- Konteradmiral Hugo Kinderling: von 1909 bis 1911
- Konteradmiral Robert Mischke: von Dezember 1912 bis Juli 1914
- Kapitän zur See/Konteradmiral Karl Sievers: von Juli 1917 bis Kriegsende
- Kapitän zur See Karl von Hornhardt: von 16. Januar bis 31. Oktober 1919

### Inspekteure der II. Marineinspektion
- Kapitän zur See Friedrich von Hacke: 1884
- Kapitän zur See Philipp von Kall: von August 1884 bis 1886, bis November 1884 mit der Wahrnehmung der Geschäfte beauftragt
- unbekannt
- Kapitän zur See Victor Valois: bis 20. September 1887
- Kapitän zur See/Konteradmiral Karl August Deinhard: vom 20. September 1887 bis 1888
- Konteradmiral Franz Mensing: 1890 mit der Wahrnehmung der Geschäfte beauftragt
- unbekannt
- Konteradmiral Max Schulze: 1891
- Kapitän zur See Oskar von Schuckmann: im Juli/August 1891 in Vertretung
- Konteradmiral Friedrich von Pawelsz: von Oktober 1891 bis Dezember 1891
- Konteradmiral Victor Valois: von Dezember 1891 bis März 1892, anschließend Inspekteur der I. Marineinspektion
- Konteradmiral Iwan Oldekop: von März 1892 bis August 1895
- unbekannt
- Konteradmiral/Vizeadmiral Paul Gottfried Hoffmann: von Juli 1896 bis September 1899
- unbekannt
- Konteradmiral Ernst von Frantzius: vom 26. September 1900 bis 11. März 1902
- Konteradmiral Hermann Kirchhoff: von Mai 1902 bis Dezember 1902
- unbekannt
- Kapitän zu See/Konteradmiral Georg Scheder: von Dezember 1903 bis Juni 1904
- unbekannt
- Kapitän zur See/Konteradmiral Johannes Merten: von Oktober 1907 bis Oktober 1908
- unbekannt
- Kapitän zur See Hermann Alberts: von Mai 1913 bis November 1913 mit der Wahrnehmung der Geschäfte beauftragt
- unbekannt
- Konteradmiral Karl Zimmermann: von August 1914 bis Februar 1916 (†)
- Kapitän zur See/Konteradmiral Robert Kühne: von März 1916 bis Januar 1918
- Kapitän zu See/Konteradmiral Wilhelm Höpfner: von Januar 1918 bis November 1918

## Technische Inspektionen

### Artilleriewaffe
Die Inspektion der Marineartillerie wurde mit Wirkung vom 1. Oktober 1883 gebildet. Ihr unterstanden die Matrosenartillerieabteilungen, das Artillerieschulschiff, die Artillerie- und Seeminendepots und das gesamte Feuerwerkspersonal. Im Oktober 1904 erfolgte eine Teilung in Inspektion der Schiffsartillerie sowie Inspektion der Küstenartillerie und des Minenwesens. In ihrer militärischen Entwicklung spielte die Mine im 19. Jahrhundert nur eine untergeordnete Rolle. Erst im Juli 1917 wurde die Inspektion des Minen-, Sperr- und Sprengwesens zu einer selbständigen Behörde. Die Inspektion der Schiffsartillerie wurde im Oktober 1919 wieder mit der Inspektion der Küstenartillerie zur Inspektion der Marineartillerie verschmolzen. Diese Inspektion – mit der Schiffsartillerieschule Kiel – bestand bis Kriegsende 1945.

### Torpedowaffe und Torpedo- und Minenwesen
Die Inspektion des Torpedowesens wurde mit Wirkung vom 1. April 1886 gebildet. Erster Inspekteur war Kpt.z.S. Alfred von Tirpitz. Der Inspektion unterstanden das Torpedo-Versuchskommando, die Torpedoversuchs- und -schulschiffe, die Torpedowerkstatt, die Torpedoboote soweit sie nicht Geschwadern zugeteilt waren, sowie die beiden Torpedoabteilungen in Kiel und Wilhelmshaven, in denen Besatzungen für Torpedoboote und Bedienungspersonal für die Torpedowaffe auf anderen Schiffen ausgebildet wurden, und bis 1914 auch die U-Boote.
Mit Wirkung vom 1. Oktober 1919 wurde die Inspektion des Torpedowesens mit der Inspektion des Minen-, Sperr- und Sprengwesens zur Inspektion des Torpedo- und Minenwesens vereinigt. Erst am 1. Oktober 1936 wurde diese wieder geteilt in die Torpedo- und die Sperrwaffen-Inspektion. Die Torpedoinspektion – mit Torpedoschule (Flensburg-Mürwik), Unterseebootsschule (Neustadt i. H.) und Torpedoversuchsanstalt (Eckernförde) – bestand bis Kriegsende 1945.

### U-Bootwaffe
Die Inspektion des U-Bootwesens wurde mit Wirkung vom 15. März 1915 gegründet und ging am 1. Oktober 1919 in der Inspektion des Torpedo- und Minenwesens auf. Diese wurde am 1. Oktober 1936 aber wieder geteilt. Bis Kriegsende 1945 unterstand die Bewaffnung der U-Boote dann der Torpedo-Inspektion.

### Minen-, Sperr- und Sprengwaffen
Die Inspektion des Minen-, Sperr- und Sprengwesens entstand im Juli 1918 durch Teilung der Inspektion der Küstenartillerie und des Minenwesens. Unter dem Begriff Sperrwaffe wurden bis 1945 alle Seeminen, Minenabwehr- und U-Boot-Abwehrwaffen und -geräte sowie Netz- und Balkensperren zusammengefasst. Unter den Begriff der Sprengwaffe fallen auch Sperrschutzmittel wie z. B. Spreng- und Reißbojen, die die Minenräumarbeiten des Gegners erschweren sollten. Schon am 1. Oktober 1919 wurde die Inspektion des Minen-, Sperr- und Sprengwesens mit den Inspektionen des Torpedo- und des U-Bootwesens zur Inspektion des Torpedo- und Minenwesens wieder vereinigt.
Diese wurde am 1. Oktober 1936 erneut geteilt, und alle Minen-, Sperr- und Sprengwaffen unterstanden – und mit ihnen auch die Sperr(waffen)schule in Kiel – bis Kriegsende 1945 der Sperrwaffen-Inspektion.

### Schiffsmaschinen
Die Schiffsmaschinen-Inspektion wurde am 1. Oktober 1935 gebildet. Sie kontrollierte die Instandhaltung der Antriebsaggregate im laufenden Betrieb und die entsprechende Ausbildung des Maschinenpersonals, nicht dagegen Schiffbau und Überholung der Schiffsmaschinen auf den Werften. Während des Zweiten Weltkrieges wurde der Name in Inspektion des Schiffsmaschinenwesens geändert. Ihr unterstanden die Marinelehrwerkstätten in Kiel und Wilhelmshaven und die Marineschulen in Kiel und Wesermünde.

#### Inspekteure der Schiffsmaschinen-Inspektion
- Konteradmiral (Ing.)/Vizeadmiral (Ing.)/Admiral (Ing.) Hans Fechter: von Oktober 1935 bis Dezember 1939

- Konteradmiral (Ing.) Erich Zieger: vom Dezember 1939 bis Januar 1940 mit der Führung beauftragt
- Vizeadmiral (Ing.)/Admiral (Ing.) Erich Zieger: von Januar 1940 bis März 1943

## Dienststellen-Inspektionen

### Arsenale und Depots
Die Marine-Depot-Inspektion wurde mit Wirkung vom 2. Oktober 1895 gebildet. Sie hatte für die Sauberkeit und Sicherheit bei der Verwahrung von Gerät und Munition zu sorgen. Mit Wirkung vom 1. Oktober 1935 wurde sie in Inspektion der Marinezeugämter, ab 1936 in Inspektion der Marine-Artillerie-Zeugämter umbenannt. Von 1943 bis Kriegsende 1945 hieß sie Arsenal-Inspektion.

### Bildungswesen
Die Dienststellung des Inspekteurs des Bildungswesens der Marine wurde durch Kabinettsordre vom 26. November 1895 dem Direktor der Marineakademie und der Marineschule in Kiel zuerkannt. Der Inspektion unterstanden alle anderen Marineschulen und Schulschiffe, soweit sie nicht technischen Inspektionen unterstellt waren.

#### Inspekteuren (Auswahl)
- Konteradmiral/Vizeadmiral Iwan Oldekop: von der Einrichtung bis 1899
- Konteradmiral Volkmar von Arnim: von Herbst 1899 bis März 1907
- Konteradmiral Carl von Coerper: von November 1909 bis Mai 1912
- Kapitän zur See Johannes von Karpf: bis Dezember 1916
- Konteradmiral Otto Wurmbach: von Dezember 1916 bis Februar 1919
- Kapitän zur See/Konteradmiral Karl von Hornhardt: von November 1919 bis März 1920
- Kapitän zur See/Konteradmiral Martin Hosemann: ab März 1920
- Konteradmiral Oskar Heinecke: 1926, mehrfach in Vertretung
- Kapitän zur See/Konteradmiral Paul Wülfing von Ditten: von Oktober 1927 bis September 1928
  - Kapitän zur See Werner Tillessen: vom 9. Januar bis 29. Februar 1928 in Vertretung
- Kapitän zur See Richard Foerster: von 1928 bis Februar 1930

#### Chef des Stabes (Auswahl)
- Korvettenkapitän/Fregattenkapitän Werner Tillessen: Juni 1920
- Korvettenkapitän Carl August Claussen: von August 1920 bis Oktober 1922
- Konteradmiral Erich Raeder: 1922 bis Herbst 1924
- Korvettenkapitän/Fregattenkapitän Hans Stohwasser: von Oktober 1924 bis September 1926
- Korvettenkapitän/Fregattenkapitän/Kapitän zur See Iwan Brandes: ab September 1926

### Marineinfanterie
Der Inspektion der Marineinfanterie in Kiel wurden mit Kabinettsordre vom 12. März 1889 die in Deutschland stationierten Seebataillone unterstellt. Sie unterstand ihrerseits der Marinestation der Ostsee. Im Ersten Weltkrieg waren die Seebataillone beim Marinekorps Flandern eingesetzt. Bei Kriegsende wurden Inspektion und Seebataillone aufgelöst. In der Reichswehr wurde keine und in der Kriegsmarine zu Zwecken des Küstenschutzes erst ab 1944 wieder eine Marineinfanterie aufgestellt. Sie unterstanden aber dem Kommandierenden Admiral Deutsche Bucht. Eine Inspektion der Marineinfanterie gab es nicht mehr.
Siehe auch: Inspektion der Marineinfanterie

### Nachrichtenwesen
Die Marine-Nachrichteninspektion ging am 1. Oktober 1937 aus der Torpedoinspektion hervor. Ihr unterstanden das Nachrichtenmittelversuchs- und das Nachrichtenmittelerprobungskommando. Am 29. April 1941 wurde die Marine-Nachrichteninspektion aufgelöst und in die Amtsgruppe Marinenachrichtendienst der Seekriegsleitung (2./Skl) überführt. Die Marinenachrichtenschulen in Flensburg und Aurich unterstanden nun wieder dem Inspekteur des Bildungswesens. Am 15. Oktober 1944 kam es zur Bildung einer Nachrichtentechnischen Inspektion, die die funktechnischen Anlagen an Bord und an Land zu betreuen und instand zu halten hatte.

### Gas- und Luftschutz
Die Marine-Gasschutz- und Luftschutzinspektion wurde erst im April 1943 aus der Torpedoinspektion ausgegliedert, der bis dahin auch die Marinegasschutzschule in Kiel unterstand. Der Überwachungsbereich schloss außer Gasschutz und baulichem Luftschutz im Hafenbereich auch die Bereiche Verdunklung, Tarnung, Nebelwesen, Feuerschutz- und Scheinanlagen mit ein.

## Marineabnahmeinspektion
Die Dienststelle des Marineabnahmeinspizienten wurde im September 1940 geschaffen. Aus ihr ging im Juli 1943 die Marineabnahmeinspektion hervor. Es handelte sich um eine Zusammenfassung der Abnahmeorganisationen der Artillerie, der Torpedowaffe, der Sperrwaffe, der nautischen, nachrichtentechnischen und meteorologischen Geräte unter Kommando des Abnahmeinspizienten. Ab 1. November 1944 kam auch die Abnahmeorganisation des Kriegsschiffbaus dazu.